# Chinaldine
Chinaldine (2-methylchinoline of α-methylchinoline) is een derivaat van chinoline. In vergelijking met chinoline heeft chinaldine een methylgroep in de α-positie; dit is op het koolstofatoom naast het stikstofatoom (lepidine, een isomeer van chinaldine, heeft een methylgroep in de γ-positie). Chinaldine is een heldere tot gele, olieachtige vloeistof. De stof komt voor in steelkoolteer.

## Synthese
Chinaldine kan bereid worden door de condensatiereactie van aniline met aceetaldehyde of met paraldehyde, in aanwezigheid van geconcentreerd zoutzuur.

## Toepassingen
Chinaldine is geschikt voor de synthese van andere stoffen, omdat de methylgroep erg reactief is. Er worden olieoplosbare kleurstoffen, farmaceutische stoffen en indicatorstoffen mee geproduceerd. Om de kleurstof chinolinegeel bijvoorbeeld te bereiden wordt chinaldine met ftaalzuuranhydride gecondenseerd.
Chinaldine of chinaldinesulfaat wordt ook gebruikt om vissen te verdoven.